# 赤ちゃんと僕 (映画)
『赤ちゃんと僕』（あかちゃんとぼく、朝鮮語: 아기와 나）は、2008年8月に公開されたキム・ジニョン監督、チャン・グンソク主演の韓国映画。
日本では、フジテレビ韓流α〜チャン・グンソク祭り〜として、2011年1月31日に放送された。
なお、日本の同名漫画『赤ちゃんと僕』とは関係がない。

## 出演
※括弧内は日本語吹替担当
- ハン・ジュンス:チャン・グンソク（浪川大輔）
- ウラム:ムン・メイスン
- キム・ビョル:キム・ビョル（石川綾乃）
- ギソク:コ・ギュピル（朝鮮語版）（岡林史泰）

## スタッフ
- 監督：キム・ジニョン
- 脚本：イ・ソンミン、チェ・ウォン[1]
- 音楽：チャン・デソン[1]
- プロデューサー：イ・ソヨル、チョン・グニョン[1]

## 備考
- 観客動員数44万人。